# Tahaa
Tahaa ist eine Insel, die zur Gruppe der Gesellschaftsinseln in Französisch-Polynesien gehört. Zusammen mit Huahine, Raiatea und Maupiti zählt sie geografisch zu den „Inseln unter dem Winde“ im Süd-Pazifik und liegt etwa 230 km nordwestlich von Tahiti. Tahaa liegt nördlich der benachbarten Insel Raiatea, mit der zusammen sie von einem gemeinsamen Korallenriff umschlossen wird.
Auf der 90 km² großen Insel leben 5003 Einwohner (Stand: August 2007). Die größeren Ansiedlungen sind Patio, Hipu, Faaaha, Haamene, Vaitoare, Poutoru, Tiva und Tapuamu. Höchste Erhebung ist der Mont Ohiri mit einer Höhe von 590 m.